# Anja Knauer

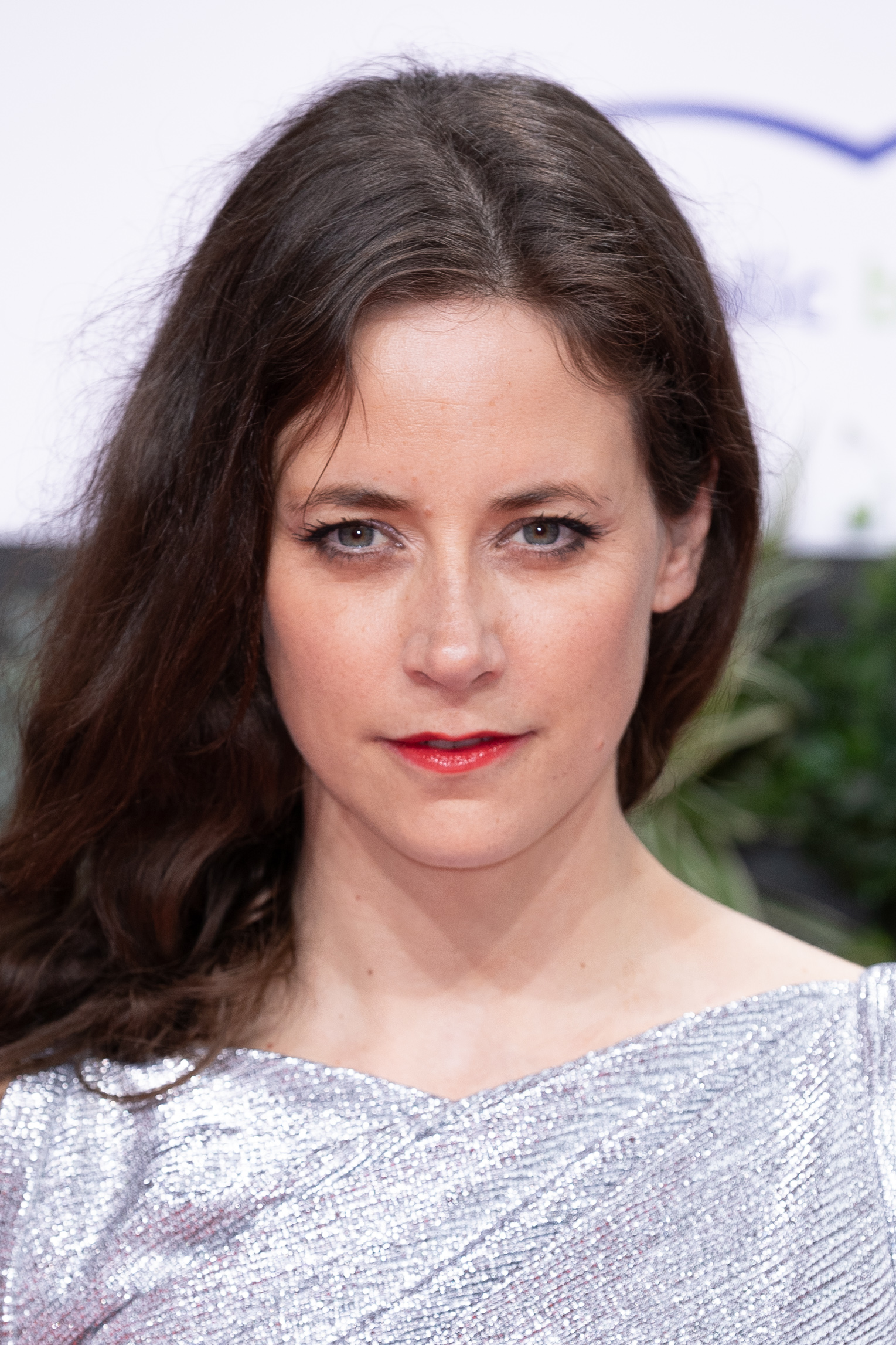
Anja Knauer, 2019

Anja Knauer (* 18. März 1979 in Hamburg) ist eine deutsche Schauspielerin. Ihren Durchbruch hatte sie 2000 in der Märchenkomödie Küss mich, Frosch. Sie spielte bislang in über 60 Film- und Fernsehproduktionen mit.

## Leben

### Frühe Jahre und Ausbildung
Anja Knauer besuchte das Carl-von-Ossietzky-Gymnasium in Hamburg-Poppenbüttel. Nach dem Abitur zog sie nach Berlin, um an der Freien Universität Berlin Film- und Literaturwissenschaften zu studieren, wobei sie parallel als Schauspielerin arbeitete und professionellen Schauspielunterricht nahm. Das Studium beendete sie mit einer Magisterarbeit über das Thema „Authentizität im Film“. 2010 war sie als Interieur-Designerin für das Michelberger Hotel in Berlin tätig. Seit 2012 schreibt sie frei für Tageszeitungen und Blogs.

### Film und Fernsehen
Im Alter von 17 Jahren wurde Knauer von einem Talentscout in einem Einkaufszentrum entdeckt und gab in einer Nebenrolle als eine von zwei kleinen Schwestern in Martin Gies’ ZDF-Fernsehfilm Kleine Einbrecher ihr Schauspieldebüt. Seitdem wirkte sie in zahlreichen Film- und Fernsehproduktionen. Weitere tragende Rollen hatte sie in dieser Zeit in den Fernsehfilmen Frühstück zu viert (ebenfalls 1997) und Die Angst in meinem Herzen (1999). 2000 wurde Knauer von der Regisseurin Dagmar Hirtz an der Seite von Matthias Schweighöfer für die Märchenkomödie Küss mich, Frosch in der Hauptrolle der jungen Schülerin Anna Sandmann besetzt. Diese Filmrolle, in der sie mit Schweighöfer auch mehrere gesangliche Einlagen einsetzte, brachte ihr eine Emmy-Nominierung, den Emil und den Erich-Kästner-Fernsehpreis ein.
Ab 1997 spielte Knauer in zahlreichen Fernsehserien und -reihen, u. a. Alphateam – Die Lebensretter im OP, SK Kölsch, Für alle Fälle Stefanie, Ein Fall für zwei, Inga Lindström, Rosamunde Pilcher, Das Traumschiff und Der Staatsanwalt. In der dreiteiligen Krimiserie Kommissar LaBréa war sie 2010 an der Seite von Francis Fulton-Smith als Lieutenant Corinne Dupont zu sehen. Von 2018 bis 2020 übernahm sie als Filipa Wagner in der sechsteiligen ARD-Fernsehreihe Die Inselärztin die Titelrolle.

### Privates
Anja Knauers jüngerer Bruder Tim Knauer (* 1981) ist Synchronsprecher. Sie hat eine Tochter (* 2019).

## Filmografie

### Kinofilme
- 2009: Résiste – Aufstand der Praktikanten
- 2011: Die letzte Lüge
- 2013: Im weißen Rössl – Wehe Du singst!
- 2014: Der glücklichste Tag
- 2015: Gut zu Vögeln

### Fernsehfilme
- 1997: Kleine Einbrecher
- 1997: Frühstück zu Viert
- 1999: Die Angst in meinem Herzen
- 2000: Küss mich, Frosch
- 2001: Lenya – Die größte Kriegerin aller Zeiten
- 2002: Annas Heimkehr
- 2003: Ums Paradies betrogen
- 2003: Wilde Jungs
- 2005: Tsunami
- 2006: Auf ewig und einen Tag
- 2007: Hilfe, die Familie kommt!
- 2008: Die Gustloff
- 2009: Meine Tochter und der Millionär
- 2012: Der Sandmann
- 2012: Liebe, Babys und ein großes Herz
- 2012: Tödliche Versuchung
- 2023: Sterben ist auch keine Lösung

### Fernsehserien und -reihen
- 1997: Alphateam – Die Lebensretter im OP (Folge: Abgestürzt)
- 1999: SK Kölsch (Folge: Ein Mord kommt selten allein)
- 1999: Im Namen des Gesetzes (Folge: Tod und begraben)
- 2000: Dr. Stefan Frank – Der Arzt, dem die Frauen vertrauen (Folge: Geschwisterliebe)
- 2000: Die Schule am See (Folge: Verliebt, verlobt, verheiratet)
- 2001, 2011: Alarm für Cobra 11 – Die Autobahnpolizei (verschiedene Rollen, 2 Folgen)
- 2001, 2007: Ein Fall für zwei (verschiedene Rollen, 2 Folgen)
- 2002: Die Strandclique (verschiedene Rollen, 2 Folgen)
- 2003: Küstenwache (Folge: Tödliche Party)
- 2004: Unter weißen Segeln – Kompass der Liebe
- 2004: Utta Danella – Plötzlich ist es Liebe
- 2004: Inga Lindström: Wind über den Schären
- 2005, 2022: SOKO Leipzig (Folgen: Nervenkitzel, Mein fremdes Kind)
- 2005: Rosamunde Pilcher: Der Himmel über Cornwall
- 2005: Das Traumschiff: Burma/Myanmar
- 2008, 2021: Notruf Hafenkante (verschiedene Rollen, 2 Folgen)
- 2008–2011: Volles Haus (6 Folgen)
- 2009: Pfarrer Braun: Im Namen von Rose
- 2009: Doctor’s Diary (Folge: Ja, ich will – Aber wer will mich?)
- 2009, 2012, 2019: Der Staatsanwalt (verschiedene Rollen, 3 Folgen)
- 2010: Kommissar LaBréa – Mord in der Rue St. Lazare
- 2010: Kommissar LaBréa – Todesträume am Montparnasse
- 2010: Ein starkes Team: Dschungelkampf
- 2010: Familie Dr. Kleist (Folge: Nicht so einfach mit der Liebe)
- 2011: Der Bergdoktor (Folge: Verdachtsmomente)
- 2011: Spreewaldkrimi: Die Tränen der Fische
- 2011: Die Draufgänger (Folge: Uneasy Rider)
- 2012: In aller Freundschaft (Folge: Magie)
- 2012: SOKO Wismar (Folge: Hinter verschlossenen Türen)
- 2013: Der Landarzt (Folge: Entführt)
- 2014: SOKO Köln (Folge: Auf der schiefen Bahn)
- 2014: Die Bergretter (3 Folgen)
- 2015: Bettys Diagnose (Folge: Vergeben und vergessen)
- 2016: Rosamunde Pilcher: Ein Doktor und drei Frauen
- 2016: Inga Lindström: Liebe lebt weiter
- 2017: Inga Lindström: Liebesreigen in Samlund
- 2017: SOKO Stuttgart (Folge: Ferngesteuert)
- 2017: Katie Fforde: Bruderherz
- 2018–2020: Die Inselärztin (6 Folgen)
  - 2018: Neustart auf Mauritius
  - 2018: Notfall im Paradies
  - 2019: Das Geheimnis
  - 2019: Die Entscheidung
  - 2020: Die Mutprobe
  - 2020: Das Rätsel
- 2018: Der Bergdoktor (Folge: Lebensangst)
- 2018: SOKO München (Folge: Die Verlorenen)
- 2019: Der Bulle und das Biest (Folge: Das Chamäleon)
- 2019: Beck is back! (Folge: Die Lehrerin)
- 2021: SOKO Köln (Folge: Sühne)
- 2022: Billy Kuckuck – Mutterliebe
- 2023: Bettys Diagnose (Folge: Helden und Vampire)
- 2023: Malibu – Schwesterherzen
- 2023: Jenseits der Spree (Folge: Einsam sterben)
- 2023: Neue Geschichten vom Pumuckl (3 Folgen)
- 2024: Ostfrieslandkrimis – Ostfriesenschwur
- 2024: Das Signal (4 Folgen)
- 2024: Wilsberg – Blinde Flecken
- 2025: Der Alte (Folge: Alles weg)